# Thomas Peterson
Pour les articles homonymes, voir Peterson.
Thomas Peterson, né le 24 décembre 1986, est un ancien coureur cycliste américain, notamment membre de l'équipe Giant-Shimano. Pour principal résultat, il a fini meilleur jeune du Tour de Californie 2006.

## Palmarès
- 2004
  -  Championnat des États-Unis sur route juniors
- 2005
  - 3e de la Green Mountain Stage Race
  - 3e du Tour de Taïwan
- 2007
  - 3e étape du Tour of the Gila
- 2008
  - 3e du championnat des États-Unis espoirs
- 2009
  - 2e étape du Tour de Californie

## Résultats sur les grands tours

### Tour d'Italie
1 participation
- 2011 : 89e

### Tour d'Espagne
3 participations
- 2010 : 27e
- 2012 : 115e
- 2013 : 116e

## Classements mondiaux
| Année         | 2006 |
| ------------- | ---- |
| UCI Asia Tour | 106e |